# Une puce dans la fourrure

Une puce dans la fourrure est un téléfilm français réalisé par Jean-Pierre Prévost, sorti en 1980.
Ce téléfilm est le cinquième épisode de la série télévisée de 23 épisodes, Caméra une première diffusée sur TF1 de 1979 à 1982.

## Fiche technique
- Titre : Une puce dans la fourrure
- Réalisation : Jean-Pierre Prévost
- Scénario : Bernard Da Costa
- Production : Marie-Thérèse Lamiaux et Bernard Blet pour TF1 et SFP Production
- Photographie : Michel R.Thibaut
- Musique : Hughes de Courson
- Décors : Bernard Madelenat
- Costumes : Josette Verrier
- Pays d'origine : France
- Genre : Drame
- Format : Couleur
- Première présentation le 20 mai 1980 (France)
- Durée : 59 minutes

## Distribution
- Danielle Darrieux : La logeuse
- Catherine Rétoré : L'étudiante
- Thierry Lhermitte : Le locataire